# Sinhálština
Sinhálština (sinhálsky " සිංහල / sinhala") je jazykem Sinhálců, největšího etnika na Srí Lance. Řadí se do indoevropské jazykové rodiny, konkrétně do jižních indoárijských jazyků. Počet mluvčích se pohybuje okolo 19 milionů, z toho 16 milionů tvoří mluvčí rodilí. Společně s tamilštinou je uznávána jako úřední jazyk Srí Lanky. Sinhálština pro zápis používá své vlastní písmo, které se vyvinulo z písma bráhmí pravděpodobně v sedmém století. Nejstarší nápisy v sinhálštině pocházejí z 2. nebo 3. století př. n. l., nejstarší literární památky se pak datují do devátého století našeho letopočtu. Nejbližším příbuzným sinhálštiny je jazyk divehi používaný na Maledivách.

## Původ názvu
Slovo sinhala pochází ze sanskrtu a skládá se ze dvou částí. První částí je slovo siṃha, v překladu lev. Sinhabahu (lev–paže), syn lva a princezny z Vangy, podle legendy zabil svého otce a stal se králem Vangy. Jeho syn Vijaya pak odešel ze severní Indie, usadil se na Srí Lance a stal se tedy praotcem všech Sinhálců. Druhá část la je spojována buď se sanskrtským kořenem lā- s významem „uchvátit“ či „zabít“, nebo se slovem loha, „krev“. Z lingvistického hlediska není žádná z interpretací dosti přesvědčující, je však jasné, že slovo sinhala nějakým způsobem souvisí se slovem „lev“.

## Historie
Kolem 5. století př. n. l. dorazili na Srí Lanku osadníci ze severozápadní Indie a přinesli s sebou indoárijské jazyky. V následujících stoletích přicházeli další přistěhovalci ze severovýchodní Indie (Kalinga, Magadha), což vedlo k mísení s východními prákrty.

### Etapy vývoje sinhálštiny
- sinhálský prákrt (do 3. století)
- protosinhálština (3. – 7. století)
- středověká sinhálština (7. – 12. století)
- moderní sinhálština (12. století – současnost)

### Vývoj výslovnosti
- splynutí ploziv s přídechem s plozivami bez přídechu
- zkracování dlouhých samohlásek
- zjednodušování skupin různých souhlásek do skupin stejných souhlásek nebo do jedné souhlásky
- přeměna /j/ v /d/

## Vliv okolních jazyků

### Drávidské jazyky
Kromě mnoha přejatých slov z tamilštiny poukazují na společné soužití sinhálštiny a drávidských jazyků i některé prvky ve výslovnosti a gramatice. Mezi ně patří:
- rozlišování mezi krátkým e, o a dlouhým ē, ō
- ztráta aspirace souhlásek
- skladba upřednostňující vkládání slova, které rozvíjí daný větný člen, nalevo (nový dům místo dům nový)
- užití slovesného přídavného jména slovesa kiyanavā, „říkat“, ve smyslu podřadicí spojky „že“ nebo „jestli“.

| ēka | alut | kiyalā   | mama | dannavā |
| to  | nové | říkající | já   | vědět   |

„Vím, že je to nové.“
| ēka | alut-da | kiyalā   | mama | dannē       | nähä |
| to  | nové-?  | říkající | já   | vědět.důraz | ne   |

„Nevím, jestli je to nové.“

### Evropské jazyky
Díky staletím koloniální nadvlády obsahuje současná sinhálština mnoho přejatých slov z portugalštiny, nizozemštiny a angličtiny.

## Číslovky
Sinhálština sdílí s ostatními indoevropskými jazyky mnoho společných rysů, což je dobře patrné na číslovkách.
| Číslo | Sinhálština | Starořečtina | Sanskrt | Latina   | Angličtina | Čeština |
| 1     | eka(එක)     | heis         | éka     | unus     | one        | jeden   |
| 2     | deka(දෙක)    | dúo          | dvá     | duo      | two        | dva     |
| 3     | tuna(තුන)    | treis        | trí     | tres     | three      | tři     |
| 4     | hatara(හතර) | téttares     | catúr   | quattuor | four       | čtyři   |
| 5     | paha(පහ)    | pénte        | páñca   | quinque  | five       | pět     |
| 6     | haya(හය)    | héx          | sas     | sex      | six        | šest    |
| 7     | hata(හත)    | heptá        | saptá   | septem   | seven      | sedm    |
| 8     | aṭa(අට)     | októ         | aṣṭá    | octo     | eight      | osm     |
| 9     | navaya(නවය) | ennéa        | náva    | novem    | nine       | devět   |
| 10    | dahaya(දහය) | déka         | dáça    | decem    | ten        | deset   |

## Dialekty
Sinhálština používaná v Jižní provincii se značně liší od sinhálštiny, jakou mluví obyvatelé západní a střední části ostrova. Často se stává, že cizinci, kteří se učí západnímu dialektu, jenž je považován za standard sinhálštiny, nejsou schopni dorozumět se s lidmi z jihu. Pro rodilé mluvčí jsou oba dialekty srozumitelné, většina si ani neuvědomuje jejich rozdílnost.
Veddština, jazyk srílanských domorodců (známí také jako „lesní lidé“), se sinhálštině ve většině rysů podobá, přesto obsahuje řadu slov, které nepocházejí z žádného jiného jazyka.

## Diglosie
V sinhálštině se uplatňuje jev zvaný diglosie, typický pro většinu jazyků jižní Asie. V praxi to znamená, že spisovná a hovorová sinhálština se od sebe liší do takové míry, že navenek vystupují téměř jako dva odlišné jazyky. Spisovná sinhálština je používána pro psaní jakéhokoliv textu, mluví se jí pak ve formálních situacích (v médiích, na úřadech, při veřejných proslovech atd.). Naopak hovorová sinhálština se používá pro komunikaci v běžném životě. Spisovná forma jazyka obsahuje více slov pocházejících ze sanskrtu. Hlavním rozdílem mezi oběma vrstvami jazyka je to, že v hovorové sinhálštině se slovesa nijak nečasují.

## Písmo

Ukázka vytváření slabik se samohláskami –u a –ū přidáním diakritických znamének k původním znaku s výchozí samohláskou –a.

Sinhálské písmo, Sinhala Hodiya, se stejně jako písma ostatních indoárijských jazyků vyvinulo z písma bráhmí. Dá se považovat za písmo poloslabičné, to znamená, že jedno písmeno (např. ක) vyjadřuje slabiku tvořenou souhláskou a výchozí samohláskou (v tomto případě ka [kə]). Pokud potřebujeme vytvořit slabiku s jinou než výchozí samohláskou, je třeba přidat k písmenu tzv. pilla, diakritická znaménka, jež slouží pro zápis ostatních samohlásek a mění výslovnost daného písmena. Tyto znaky se mohou objevit nad, pod nebo vedle písmena a mění svůj tvar podle povahy písmena, ke kterému jsou připojovány. Takto můžeme z písmena ක ka vytvořit písmena කා kā, කැ kä, කෑ kǟ, කි ki, කී kī, කු ku, කූ kū, කෙ ke, කේ kē, කො ko a 'කෝ kō. Pro zapsání absence samohlásky ve slabice sinhálština používá speciální znak zvaný hal kirīma.
Kompletní sinhálskou abecedu, Elu Hodiya, tvoří 54 písmen, a to 18 samohlásek a 36 souhlásek. Pro zápis původních sinhálských slov (Suddha Sinhala) je však potřeba pouze 36 písmen (12 samohlásek a 24 souhlásek). Ostatní písmena z Elu Hodiya (např. aspiranty) se vlivem výslovnostních změn u sinhálských slov přestala používat a dnes je najdeme pouze ve slovech přejatých z jiných jazyků, jako je sanskrt nebo páli. Sinhálské písmo je psáno zleva doprava a sinhálština je jediným jazykem, jenž jej používá. Systém řazení písmen za sebou v abecedě je dost odlišný od toho evropského:
a/ā ä/ǟ i/ī u/ū [ŗ] e/ē [ai] o/ō [au] k [kh] g [g] ṅ c [ch] j [jh] [ñ] ṭ [ṭa] ṭ [ṭh] ḍ [ḍh] ṇ t [th] d [dh] n p [ph] b [bh] m y r l v [ś ṣ] s h ḷ f

## Fonologie

### Souhlásky
|             |                 | Bilabiály | Labiodentály | Dentály | Alveoláry | Retroflexy | Palatály | Veláry | Glotály |
| ----------- | --------------- | --------- | ------------ | ------- | --------- | ---------- | -------- | ------ | ------- |
| Nazály      | Nazály          | m         |              | n̪       |           | ɳ          | ɲ        | ŋ      |         |
| Plozivy     | neznělé         | p         |              | t̪       |           | ʈ          | tʃ       | k      |         |
| Plozivy     | znělé           | b         |              | d̪       |           | ɖ          | dʒ       | ɡ      |         |
| Plozivy     | prenazálizované | mb        |              | n̪d̪      |           | ɳɖ         |          | ŋɡ     |         |
| Frikativy   | Frikativy       |           | (f)          |         | s         |            | (ʃ)      |        | h       |
| Vibranty    | Vibranty        |           |              |         | r         |            |          |        |         |
| Aproximanty | Aproximanty     |           | ʋ            |         | l         |            | j        |        |         |

### Samohlásky
|          | Přední | Přední | Střední | Střední | Zadní  | Zadní |
| dlouhé   | krátké | dlouhé | krátké  | dlouhé  | krátké |       |
| -------- | ------ | ------ | ------- | ------- | ------ | ----- |
| Zavřené  | iː     | i      |         |         | uː     | u     |
| Středové | eː     | e      |         | (ə)     | oː     | o     |
| Otevřené | æː     | æ      | aː      | a       |        |       |

## Morfologie

### Skloňování
Sinhálština rozlišuje tyto mluvnické kategorie: pád, číslo, životnost a určitost.

#### Pád
V sinhálštině existuje několik pádů. Vedle těch běžných (nominativ, akuzativ, dativ, genitiv, ablativ) stojí i méně časté pády, např. instrumentál nebo vokativ (oba najdeme i v češtině). Přesný počet pádů v sinhálštině záleží na samotné definici pádu. Sinhálský lokativ a instrumentál (odpovídající českému šestému a sedmému pádu) totiž někdy nejsou považovány za opravdové pády, jelikož jejich životné koncovky, laŋgə a atiŋ, mohou stát jako samostatná slova s významy „blízko“ a „s pomocí“.
|                       | singulár životný | singulár neživotný | plurál životný   | plurál neživotný |
| --------------------- | ---------------- | ------------------ | ---------------- | ---------------- |
| nominativ (1. pád)    | miniha(ː)        | potə               | minissu          | pot              |
| akuzativ (4. pád)     | miniha(ː)və      | potə               | minissu(nvə)     | pot              |
| instrumentál (7. pád) | miniha(ː) atiŋ   | poteŋ              | minissu(n) atiŋ  | potvəliŋ         |
| dativ (3. pád)        | miniha(ː)ʈə      | potəʈə             | minissu(ɳ)ʈə     | potvələʈə        |
| ablativ               | miniha(ː)geŋ     | poteŋ              | minissu(n)geŋ    | potvaliŋ         |
| genitiv (2. pád)      | miniha(ː)ge(ː)   | pote(ː)            | minissu(ŋ)ge(ː)  | potvələ          |
| lokativ (6. pád)      | miniha(ː) laŋgə  | pote(ː)            | minissu(n) laŋgə | potvələ          |
| vokativ (5. pád)      | miniho(ː)        | –                  | minissuneː       | –                |

Závorky označují volitelné zkracování dlouhých samohlásek v některých nepřízvučných slabikách.

#### Číslo
U životných podstatných jmen se množné číslo tvoří pomocí koncovek -o(:), zdvojená souhláska + -u nebo -la(:). Většina neživotných podstatných jmen tvoří plurál vypuštěním části tvaru singuláru. Jednotné číslo slov přejatých z angličtiny je značeno slovem ekə a v plurálu se tato slova nijak nemění.
| SG     | ammaː     | ballaː   | horaː  | potə  | reddə        | kantoːruvə | satiyə | bas ekə | paːrə    |
| PL     | amməla(ː) | ballo(ː) | horu   | pot   | redi         | kantoːru   | sati   | bas     | paːrəval |
| Význam | matka     | pes      | zloděj | kniha | kus oblečení | kancelář   | týden  | autobus | ulice    |

Jak lze vidět, v levé části tabulky jsou tvary množného čísla delší než tvary jednotného čísla, více vpravo je to přesně naopak.

#### Určitý a neurčitý člen
V jednotném čísle je neurčitý člen vyjádřen koncovkami -ek pro životná a -ak pro neživotná podstatná jména. Absence neurčitého členu značí určitost. V množném čísle se členy nerozlišují.

### Časování
V sinhálštině jsou slovesa rozdělena do tří třid. Mluvená sinhálština u sloves nijak nerozlišuje osoby ani číslo, neprobíhá tedy mluvnická shoda mezi přísudkem a podmětem.
|                    | 1. třída    |                      | 2. třída      |                      | 3. třída        |                      |
| čas                | sloveso     | slovesné příd. jméno | sloveso       | slovesné příd. jméno | sloveso         | slovesné příd. jméno |
| přítomný (budoucí) | kanəvaː     | kanə                 | arinəvaː      | arinə                | pipenəvaː       | pipenə               |
| minulý             | kæːvaː      | kæːvə                | æriyaː        | æriyə                | pipunaː         | pipunə               |
| předcházející      | kaːlaː      | kaːpu                | ærəlaː        | ærəpu                | pipilaː         | pipicca              |
| souběžný           | kanə kanə   | /                    | arinə arinə   | /                    | pipenə pipenə   | /                    |
| infinitiv          | kannə/kanḍə | /                    | arinnə/arinḍə | /                    | pipennə/pipenḍə | /                    |
| zdůrazněný tvar    | kanneː      | /                    | arinneː       | /                    | pipenneː        | /                    |
| význam             | jíst        | /                    | otevřít       | /                    | kvést           | /                    |

## Skladba
- Používá se slovosled typu SOV (podmět předmět sloveso).
- Upřednostňuje se levé větvení, rozvíjející větné členy jsou umisťovány před rozvíjené větné členy. Příklad: „Muž, který píše knihy“ se přeloží jako pot̪ liənə miniha, doslova „knihy píšící muž“.
- Neužívá se spojek že nebo jestli, jsou nahrazovány slovesnými přídavnými jmény (příklad výše) a příčestími.
- Předložky jsou vkládány za slovní spojení, ke kterému patří. Příklad: „Pod knihou“ se přeloží jako pot̪ə yaʈə, doslova „knihou pod“.
- Neexistuje přísudková spona: „Jsem bohatý“ se překládá jako mamə poːsat̪, doslova „já bohatý“.

## Sémantika
- Zvláštností sinhálštiny je, že aktuální vzdálenost od mluvčího, která mění mluvčího postoj k věci, je rozdělena do čtyř kategorií. Existují čtyři ukazovací zájmena. Meː „tady, blízko mluvčího“, oː „"tam, blízko adresáta“, arə: „tam, blízko třetí osoby, je vidět“ a eː „tam, blízko třetí osoby, není vidět“.
- Pokud je z věty naprosto jasná nějaká skutečnost, např. podmět, může se v sinhálštině prostě vypustit. Stejná praxe funguje i v češtině, ale v mnohem menší míře. Příklad: Věta [koɦed̪ə ɡie], doslova „kam šel“, může znamenat „kam jsem/jsi/jsme/jste šel/šli?“.

## Vzorový text

### Všeobecná deklarace lidských práv
| sinhálsky   | සියලූ මනුෂ්‍යයෝ නිදහස්ව උපත ලබා ඇත. ගරුත්වයෙන් හා අයිතිවාසිකම් සමාන වෙති. යුක්ති අයුක්ති පිළිබඳ හැඟීමෙන් හා හෘදය සාක්ෂියෙන් යුත් ඔවුනොවුන්වුන්ට සැළකිය යුත්තේ සහෝදරත්වය පිළිබඳ හැඟීමෙනි.                                                                                  |
| transkripce | Siyalu manuṣyayō nidahasva upata labā æta. Garutvayen hā ayitivāsikam samāna veti. Yukti ayukti piḷiban̆da hæn̆gīmen hā hṛda sākṣiyen yut ovun, ovunovunṭa sæḷakiya yuttē sahōdaratvaya piḷiban̆da hæn̆gīmeni. |
| česky       | Všichni lidé se rodí svobodní a sobě rovní co do důstojnosti a práv. Jsou nadáni rozumem a svědomím a mají spolu jednat v duchu bratrství.                                                                 |